# Global Interpreter Lock

Rappresentazione schematica del funzionamento dei thread in GIL. Verde - thread che possiede il GIL, rosso - thread bloccati.

Il global interpreter lock (GIL) (blocco dell'interprete globale) è un meccanismo utilizzato da alcuni interpreti di linguaggio (come CPython) per sincronizzare l'esecuzione dei thread in modo che solo un thread (per processo) possa eseguire operazioni di base (come l'allocazione della memoria e il conteggio dei riferimenti).  Come regola generale, un interprete che utilizza GIL vedrà solo un thread da eseguire alla volta, anche se viene eseguito su un processore multi-core. Alcuni interpreti popolari che hanno GIL sono CPython e Ruby MRI .

## Concetti tecnici di base
Il global interpreter lock (GIL) è un blocco di mutua esclusione mantenuto da un thread dell'interprete del linguaggio di programmazione per evitare di condividere codice non thread-safe con altri thread. Nelle implementazioni che utilizzano il GIL, c'è sempre un GIL per ogni processo interprete.
Le applicazioni che funzionano su implementazioni con un Global Interpreter Lock (GIL) possono essere progettate per utilizzare processi separati per ottenere il pieno parallelismo. Questo perché ogni processo ha il proprio interprete e, a sua volta, il proprio GIL. In questo modo, i processi possono eseguire codice in parallelo senza interferenze. Altrimenti, il GIL può costituire un significativo ostacolo al parallelismo, limitando l'esecuzione simultanea dei thread.

## Vantaggi
I motivi per cui è necessario utilizzare un blocco dell'interprete globale includono:
- Incremento della velocità dei programmi single-thread: GIL può migliorare le prestazioni dei programmi single-thread grazie alla riduzione della complessità e del sovraccarico di gestione dei thread.
- Facilità di integrazione delle librerie C: molte estensioni di Python scritte in C fanno affidamento sul GIL per garantire la thread-safety
- Facilità di implementazione: GIL semplifica l'implementazione dell'interprete, poiché elimina la necessità di meccanismi complessi di gestione dei thread per proteggere gli accessi concorrenti agli oggetti Python. Questo rende più facile mantenere e sviluppare l'interprete.

Un modo per aggirare il GIL è creare un interprete separato per ogni thread. Questo approccio è noto come multiprocessing e sfrutta il fatto che ogni processo ha il proprio GIL indipendente, permettendo di eseguire codice Python in parallelo su più core della CPU.
Ad esempio, il modulo multiprocessing di Python consente di creare processi separati che eseguono in parallelo, ciascuno con il proprio interprete Python.
Creare e gestire processi è più costoso in termini di risorse rispetto alla gestione di thread all'interno di un unico processo.

## Svantaggi
l GIL impedisce ai thread di eseguire codice Python in parallelo, limitando le prestazioni dei programmi che richiedono un uso intensivo della CPU. In questi casi, l'efficienza non migliora significativamente su macchine multiprocessore. Quando i thread competono per ottenere il GIL, può verificarsi un rallentamento. Questo è particolarmente problematico nei programmi multi-threaded dove il passaggio di controllo tra thread può introdurre overhead e latenza.
Il GIL può limitare le prestazioni di un sistema, soprattutto quando ci sono molti programmi in esecuzione che richiedono l'utilizzo del processore. Questo è particolarmente vero per i sistemi con un solo processore.  Tuttavia, anche su sistemi multi-core, il GIL può ancora influire sulle prestazioni, poiché limita il numero di thread che possono essere eseguiti contemporaneamente.

## Esempi
Il GIL è una caratteristica principalmente associata a CPython, l'implementazione di riferimento di Python.
Oltre a questo, anche Ruby MRI (Matz's Ruby Implementation) utilizza un sistema del tutto simile che prende il nome di Global Virtual Lock (GVL) per gestire l'esecuzione del codice Ruby.
Gli equivalenti di questi linguaggi basati su JVM ( Jython e JRuby ) non utilizzano blocchi dell'interprete globali. IronPython e IronRuby sono implementati su Dynamic Language Runtime di Microsoft ed evitano anche di utilizzare un GIL.
Un esempio di linguaggio interpretato senza GIL è Tcl, che viene utilizzato nello strumento di benchmarking HammerDB .